# Sydney Supersonics
Die Sydney Supersonics waren eine professionelle Basketball-Mannschaft der australasischen National Basketball League (NBL) aus der im australischen Bundesstaat New South Wales gelegenen Stadt Sydney. Das Team gründete sich 1979 als City of Sydney Astronauts und nahm 1982 den Namen Sydney Supersonics an. Zur Saison 1988 schloss sich das Team mit den West Sydney Westars zum neuen Team Sydney Kings zusammen.

## Erfolge
- Bestes Team der regulären Saison (1): 1983
- Playoff-Teilnahmen (2): 1983, 1986

## Saisonbilanzen
- Meister der NBL
- Vizemeister der NBL

| Saison | Platz | Spiele | Siege | Niederlagen | Siegquote in % | PlayOffs                       |
| ------ | ----- | ------ | ----- | ----------- | -------------- | ------------------------------ |
| 1979   | 7     | 18     | 8     | 10          | 44,4           | nicht qualifiziert             |
| 1980   | 10    | 22     | 7     | 15          | 31,8           | nicht qualifiziert             |
| 1981   | 9     | 22     | 8     | 14          | 36,4           | nicht qualifiziert             |
| 1982   | 12    | 26     | 7     | 19          | 26,9           | nicht qualifiziert             |
| 1983   | 1     | 22     | 19    | 3           | 86,4           | im Viertelfinale ausgeschieden |
| 1984   | 9     | 24     | 3     | 21          | 12,5           | nicht qualifiziert             |
| 1985   | 11    | 26     | 9     | 17          | 34,6           | nicht qualifiziert             |
| 1986   | 6     | 26     | 14    | 12          | 53,8           | im Viertelfinale ausgeschieden |
| 1987   | 10    | 26     | 9     | 17          | 34,6           | nicht qualifiziert             |

## Trainerhistorie
- Charlie Ammit: 1979–1982
- Owen Wells: 1984–1984
- Paul Coughter: 1985
- Owen Wells: 1986
- Ken Cole: 1987

## Heimarena
- Alexandria Stadium (1979–1985)
- State Sports Centre (1986–1987)